# Balkun
Balkun – bezludna wyspa w Chorwacji, na Morzu Adriatyckim.
Leży u wybrzeży wyspy Šolta. Zajmuje powierzchnię 0,23 km². Jej wymiary to 0,5 × 0,5 km. Długość linii brzegowej wynosi 1,74 km. Najwyższy punkt znajduje się na wysokości 53 m n.p.m..